# Nedre Ulleruds kyrka

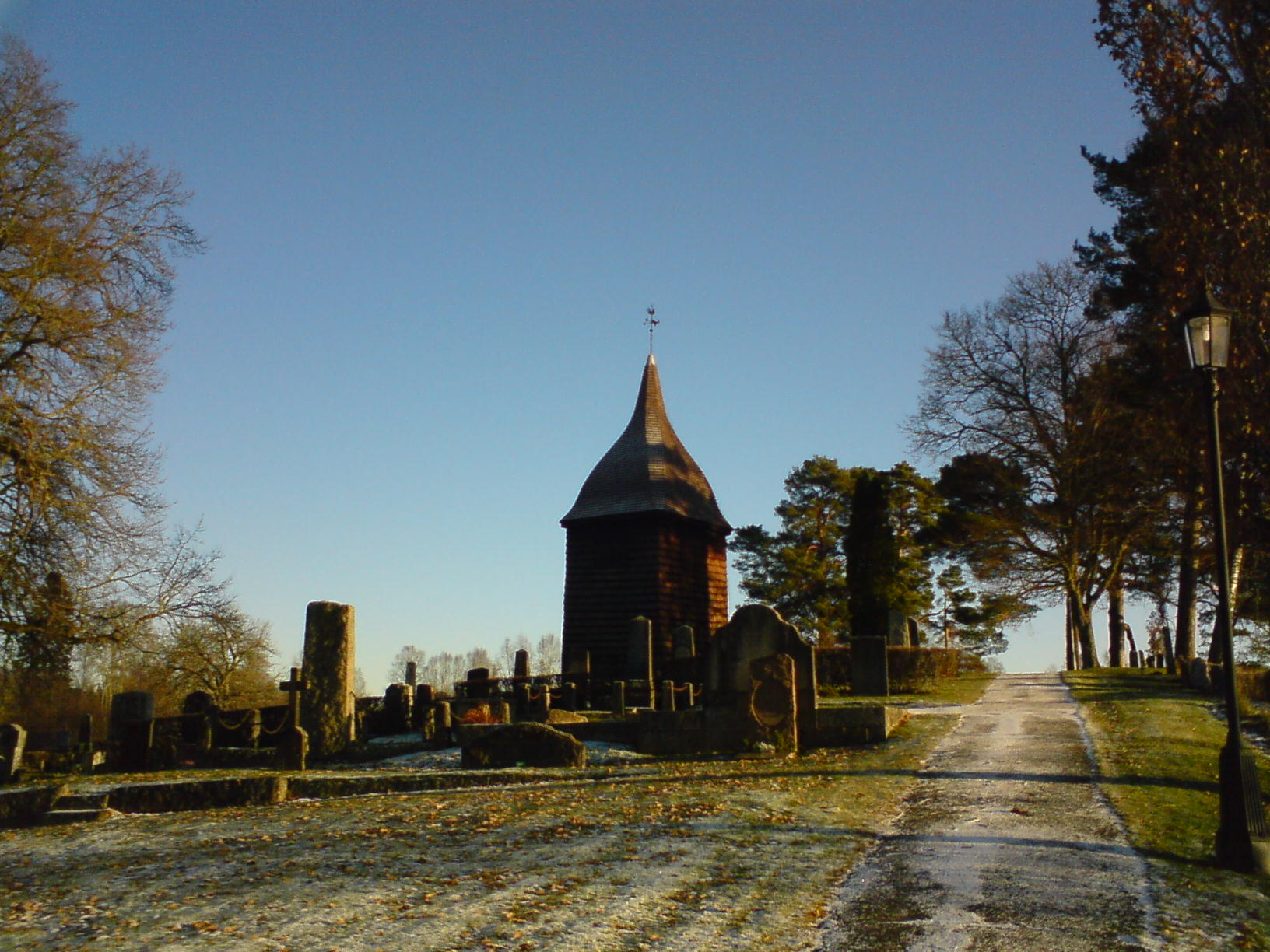
Klockstapeln och kyrkogården

Nedre Ulleruds kyrka är en kyrkobyggnad nära Deje i Karlstads stift. Den är församlingskyrka i Forshaga-Munkfors församling.
Utanför kyrkogårdsmuren finns sockenstugan, en rödmålad träbyggnad för kyrkkaffe och liknande.

## Kyrkobyggnaden
Kyrkan av sten är korsformad med speciella avfasade innerhörn. Den västra korsarmen är längst och den östra har en tresidig avslutning samt en i öster utbyggd sakristia. Kyrkan har rundbågiga ingångsportar i väster, norr och söder samt rundbågiga fönster med gjutjärnsbågar. På båda sidor om den västra ingångsdörren har finns två ovala fönsteröppningar. Murarna är uppförda av gråsten samt rappade in- och utvändigt. Taket är mansardformat och utfört i träkonstruktion med tunnvalv. Valvet i sakristian har däremot murade valvbågar. Yttertaket är belagt med plåt. Kyrkan har inget torn. Istället står en spånklädd och tjärad  klockstapel på kyrkogården.
Kyrkan kan sägas ha drag av en stram barockstil, byggd i korsform och med både runda tunnvalv och runda fönster- och dörrvalv som den är. Att det var tysken Christian Haller som var dess murmästare på 1700-talet talar också för det.
Kyrkans interiör har genomgått två ombyggnationer,  åren 1885 och 1920. Vid den sistnämnda dekorerades taket invändigt med målningar av konstnären Yngve Lundström. Samtidigt försågs bland annat korets båda fönster med större glasmålningar, medan de andra fönstren fick något mindre stora glasmålningar.
Altaruppsatsen är speciellt genom att det finns en urtavla högst upp på den. 
Den nuvarande kyrkan har haft två föregångare att döma av arkeologiska undersökningar gjorda år 1949. Båda var belägna på ungefär samma plats som den nuvarande. Den äldsta kyrkan togs troligen i bruk i mitten av 1200-talet. Den var en väldigt liten stenkyrka (3,4 X 7 m) i romansk stil. Ett senare tillbyggt torn i sten (att döma av de upphittade grundstenarna) var 4 X 4 m. Denna medeltida stenkyrka ersattes i mitten av 1600-talet av en större träkyrka på grund av platsbrist och den låg nära den nuvarande kyrkans västra korsarm.
Den nuvarande stenkyrkan stod färdig 1759 efter ett par decenniers diskussion om var kyrkan skulle ligga. Saken diskuterades först redan på 1730-talet, bland annat år 1732. Anledningen till att en nybyggnad planerades var att älven bredvid varje år hotade att erodera stora delar av kyrkogården och föra med sig även kyrkan ner i djupet. Till slut bestämdes att förstärkningsarbeten skulle göras, samtidigt som en ny stor stenkyrka skulle byggas. Kyrkans byggmästare blev murmästaren Christian Haller från Sachsen, som 1720 flyttat till Karlstad och som hade lett bygget av domkyrkan där. Bygget tog några år, men den 30 september 1759 invigdes kyrkan av biskopen i Karlstad, Nils Lagerlöf.

## Inventarier
Altaruppsats  i barock skulperad 1686.
Dopfunt  i täljsten från mitten av 1200-talet.
Predikstol från 1759.
Öppen bänkinredning som tillkom 1885.
På Nedre Ulleruds kyrkogård finns 18 smidda gravkors av järn utformade som livsträd med "spelande löv". De utgör familjegravar för smeder då på varje kors fanns från början flera namn inristade med födelse och dödsdatum på de olika korslederna. De äldsta korsen är från 1700-talet. Inte långt från kyrkan fanns från 1600-talet järnbruk vid: Dömle (övre och nedre), Kvarntorp, Mölnbacka (övre och nedre) alla med tyska- och valonsmeder. Alla tre järnbruken tillhörde dåvarande Nedre Ulleruds socken.

## Orgel
- 1789 byggdes den första orgeln i kyrkan av Daniel Herweghr som var biskop i Karlstad stift. Det var ett positiv med 3 stämmor.
- 1889 byggdes den om av Anders Gustaf Pettersson i Älvsbacka.
- 1900 byggde Thorsell och Erikson i Göteborg en 16 stämmig orgel med två manualer och pedal.
- 1949 byggdes den om av Marcussen och Son i Danmark till 24 stämmor på två manualer och pedal.
- Den nuvarande orgeln är från 1989 och byggd av Tostareds kyrkorgelfabrik i Tostared. Den är mekanisk och har ett tonomfång på 56/30. Fasaden är från den föregående orgel från 1900 och mycket av stämmorna lika så.m

| Huvudverk I       | Svällverk II       | Pedal          | Koppel |
| Borduna 16’       | Violinprincipal 8’ | Subbas 16’     | I/P    |
| Principal 8’      | Rörflöjt 8’        | Kvinta 10 2⁄3’ | II/P   |
| Dubbelflöjt 8’    | Salicional 8’      | Principal 8'   | II/I   |
| Gedakt 8’         | Voix Celeste 8’    | Borduna 8'     |        |
| Gamba 8’          | Principal 4'       | Oktava 4'      |        |
| Oktava 4’         | Ekoflöjt 4'        | Gedaktflöjt 4' |        |
| Flöjt Harmonik 4' | Waldflöjt 2'       | Kornett III ch |        |
| Oktava 2'         | Nasat 1 1⁄3'       | Basun 16'      |        |
| Kornett II ch     | Scharff III ch     | Trumpet 8'     |        |
| Mixtur IV ch      | Dulcian 16'        | Trumpet 4'     |        |
| Trumpet 8'        | Oboe 8'            |                |        |
|                   | Tremulant          |                |        |

### Kororgel
1977 byggde Nels Munck Mogensen i Hovmantorp en orgel med 7 stämmor. Orgeln är mekanisk.
| Manual I          | Pedal      | Koppel  |
| Gedakt 8’         | Subbas 16’ | Man/Ped |
| Rörflöjt 4’       | Gedakt 8’  |         |
| Svegel 2’         |            |         |
| Quint 1 1⁄3’      |            |         |
| Sivflöjt 1’       |            |         |
| Crescendosvällare |            |         |